# Clinton Hart Merriam
Clinton Hart Merriam (05/12/1855 – 19/3/1942) là một nhà động vật học, điểu cầm học, côn trùng học, nhân chủng học và tự nhiên học người Mỹ.